# Ass Back Home
Singles de Gym Class Heroes
Stereo Hearts
(2011) The Fighter
(2012)
Ass Back Home (ou en version clean Get Yourself Back Home) est une chanson du groupe américain Gym Class Heroes en collaboration avec l'auteur-compositrice/interprète Neon Hitch. 2e single extrait du 5e album studio The Papercut Chronicles II (2011), la chanson est produite par Benny Blanco et Robopop. Ass Back Home est sortie d'abord en Nouvelle-Zélande le 1er novembre 2011 . Ass Back Home est le 3e single du groupe ayant rencontré le succès aux États-Unis. La chanson atteint la 12e place dans leu Billboard Hot 100, la première place en Australie, la 11e place en Nouvelle-Zélande,.

## Formats et liste des pistes
| 1. | Ass Back Home (featuring Neon Hitch) | 3:42 |

| 1. | Ass Back Home (featuring Neon Hitch)                        | 3:42 |
| 2. | Ass Back Home (featuring Neon Hitch) (Black Cards Remix)    | 5:12 |
| 3. | Ass Back Home (featuring Neon Hitch) (Ken Loi Extended Mix) | 5:42 |

### Classement par pays
| Classement (2011-2012)                 | Meilleure position |
| -------------------------------------- | ------------------ |
| Australie (ARIA)                       | 1                  |
| Canada (Canadian Hot 100)              | 24                 |
| Croatie (Airplay Radio Chart)          | 65                 |
| Irlande (IRMA)                         | 10                 |
| Pays-Bas (Single Top 100)              | 81                 |
| Nouvelle-Zélande (RMNZ)                | 11                 |
| Norvège (VG-lista)                     | 15                 |
| Pologne (Polish Airplay Tip 5)         | 3                  |
| Écosse (OCC)                           | 7                  |
| Slovaquie (IFPI Rádio)                 | 45                 |
| Royaume-Uni (UK R&B Chart)             | 3                  |
| Royaume-Uni (UK Singles Chart)         | 9                  |
| États-Unis Billboard Hot 100           | 12                 |
| États-Unis Pop Songs (Billboard)       | 5                  |
| États-Unis Rap Songs (Billboard)       | 24                 |
| États-Unis Adult Pop Songs (Billboard) | 39                 |

## Historique de sortie
| Pays             | Date            | Format           | Label           |
| ---------------- | --------------- | ---------------- | --------------- |
| Nouvelle-Zélande | 1 novembre 2011 | Digital download | Fueled by Ramen |
| Royaume-Uni      | 19 février 2012 | Digital download | Fueled by Ramen |